# Frank Romano
Frank Romano ist ein ehemaliger US-amerikanischer Schauspieler.

## Leben
Romano startete seine Schauspiellaufbahn 1982 mit Nebenrollen in den Fernsehfilmen Honeyboy und dem Spielfilm Der Bulle und das Flittchen. Im Kriegsfilm Angel’s Höllenkommando von 1986 übernahm er die Rolle des Ausbilders der im Zentrum der Handlung stehenden weiblichen Spezialeinheit. Noch im selben Jahr folgte eine Rolle im Fernsehfilm Mike Hammer – Kidnapping in Hollywood. 1989 hatte er eine weitere Besetzung im Spielfilm One Man Force – Ein Mann wie ein Tank. 1996 übernahm er in Immer Ärger mit Sergeant Bilko erneut eine Rolle als Ausbilder einer Militäreinheit. 1997 in Summer of Fun und 1998 in Angst und Schrecken in Las Vegas folgten bisher seine letzten Filmrollen.

## Filmografie
- 1982: Honeyboy (Fernsehfilm)
- 1982: Der Bulle und das Flittchen (Fake-Ou)
- 1986: Angel’s Höllenkommando (Hell Squad)
- 1986: Mike Hammer – Kidnapping in Hollywood (The Return of Mickey Spillane's Mike Hammer) (Fernsehfilm)
- 1989: One Man Force – Ein Mann wie ein Tank (One Man Force)
- 1996: Immer Ärger mit Sergeant Bilko (Sgt. Bilko)
- 1997: Summer of Fun
- 1998: Angst und Schrecken in Las Vegas (Fear and Loathing in Las Vegas)